# Parks (Arkansas)
Parks es un área no incorporada ubicada en el condado de Scott en el estado estadounidense de Arkansas.

## Geografía
Parks se encuentra ubicada en las coordenadas 34°48′7″N 93°57′39″O / 34.80194, -93.96083.